# Détrier
Détrier est une commune française située dans le département de la Savoie, en région Auvergne-Rhône-Alpes.

## Géographie

### Localisation

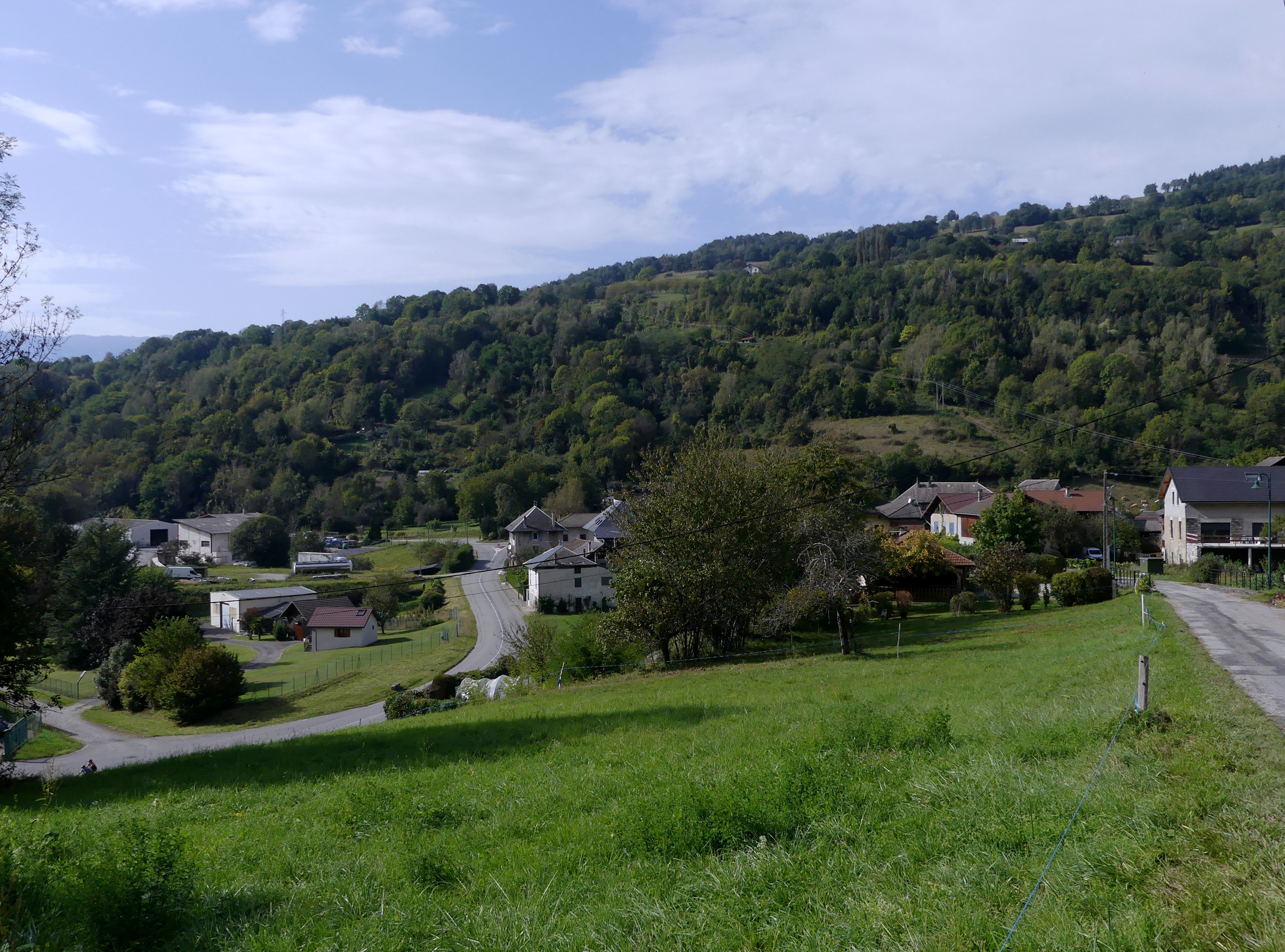
Détrier au pied du Montraillant.

Détrier est située à la porte du Val Gelon, en aval de la confluence du Bens et du Bréda et à l'entrée des gorges du Bréda.
La commune est composée de deux entités : le chef-lieu légèrement en hauteur et le village d'en bas le long de la route départementale D 925, où se trouvent aussi les activités commerciales, artisanales et industrielles et le lac Saint-Clair avec un camping.
Le territoire de la commune est limitrophe de ceux de 6 communes :
Les communes limitrophes sont  Arvillard, La Chapelle-Blanche, La Chapelle-du-Bard, Le Moutaret, Valgelon-La Rochette et Villaroux.

### Climat
Pour des articles plus généraux, voir Climat d'Auvergne-Rhône-Alpes et Climat de la Savoie.
En 2010, le climat de la commune est de type climat des marges montargnardes, selon une étude du Centre national de la recherche scientifique s'appuyant sur une série de données couvrant la période 1971-2000. En 2020, Météo-France publie une typologie des climats de la France métropolitaine dans laquelle la commune est exposée à un climat de montagne ou de marges de montagne et est dans la région climatique Alpes du nord, caractérisée par une pluviométrie annuelle de 1 200 à 1 500 mm, irrégulièrement répartie en été.
Pour la période 1971-2000, la température annuelle moyenne est de 10,8 °C, avec une amplitude thermique annuelle de 18,9 °C. Le cumul annuel moyen de précipitations est de 1 187 mm, avec 10 jours de précipitations en janvier et 8,5 jours en juillet. Pour la période 1991-2020, la température moyenne annuelle observée sur la station météorologique de Météo-France la plus proche, « Saint-Pierre de Soucy », sur la commune de Saint-Pierre-de-Soucy à 6 km à vol d'oiseau, est de 11,5 °C et le cumul annuel moyen de précipitations est de 1 122,4 mm,. Pour l'avenir, les paramètres climatiques de la commune estimés pour 2050 selon différents scénarios d'émission de gaz à effet de serre sont consultables sur un site dédié publié par Météo-France en novembre 2022.

## Urbanisme

### Typologie
Au 1er janvier 2024, Détrier est catégorisée bourg rural, selon la nouvelle grille communale de densité à sept niveaux définie par l'Insee en 2022.
Elle appartient à l'unité urbaine d'Allevard, une agglomération inter-départementale regroupant neuf  communes, dont elle est une commune de la banlieue,,. Par ailleurs la commune fait partie de l'aire d'attraction de Valgelon-La Rochette, dont elle est une commune du pôle principal,. Cette aire, qui regroupe 13 communes, est catégorisée dans les aires de moins de 50 000 habitants,.

### Occupation des sols
L'occupation des sols de la commune, telle qu'elle ressort de la base de données européenne d’occupation biophysique des sols Corine Land Cover (CLC), est marquée par l'importance des territoires agricoles (54,8 % en 2018), en augmentation par rapport à 1990 (52,7 %). La répartition détaillée en 2018 est la suivante : 
zones agricoles hétérogènes (51,6 %), forêts (44 %), prairies (3,2 %), zones urbanisées (1,1 %).
L'IGN met par ailleurs à disposition un outil en ligne permettant de comparer l’évolution dans le temps de l’occupation des sols de la commune (ou de territoires à des échelles différentes). Plusieurs époques sont accessibles sous forme de cartes ou photos aériennes : la carte de Cassini (XVIIIe siècle), la carte d'état-major (1820-1866) et la période actuelle (1950 à aujourd'hui).

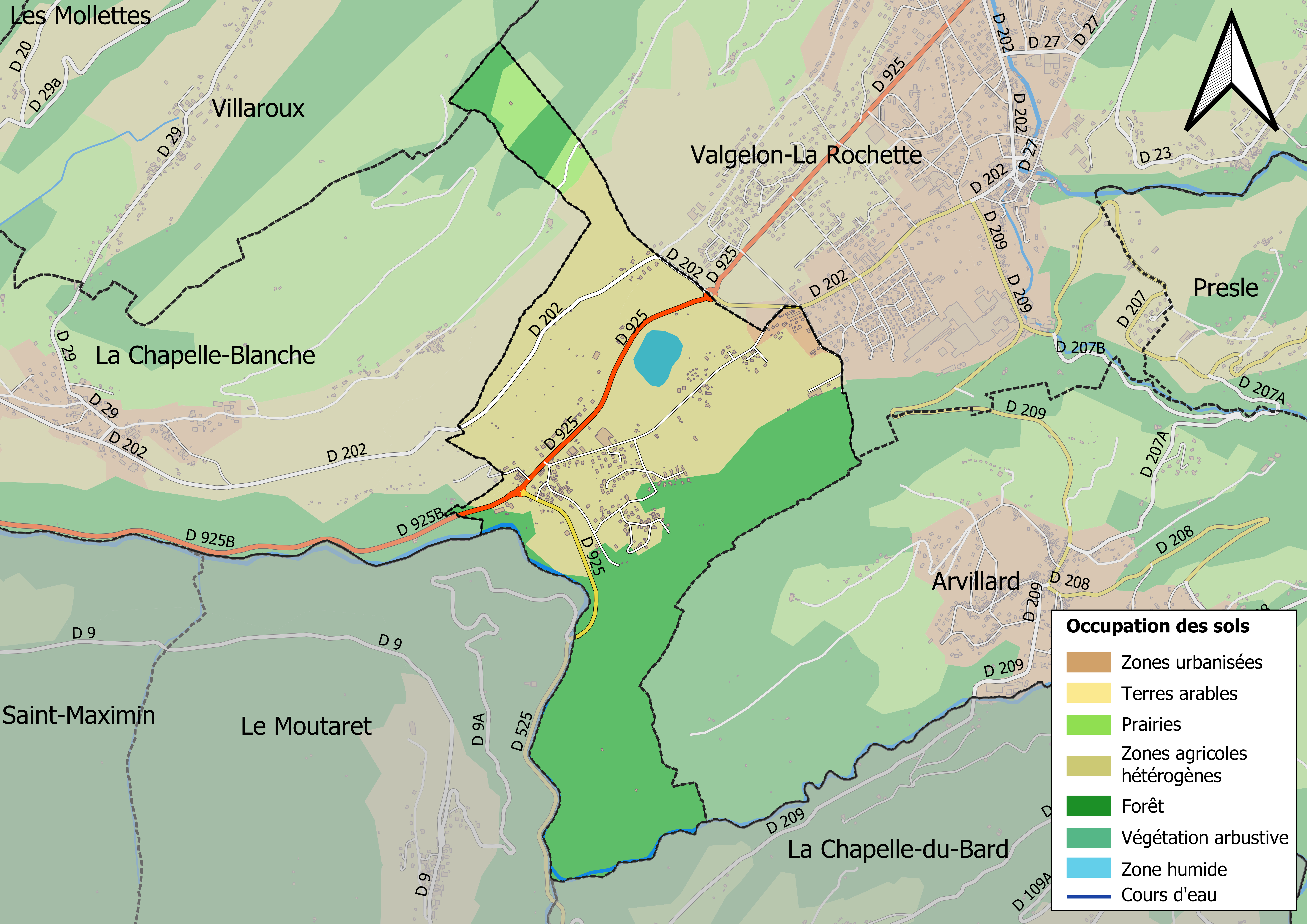
Carte des infrastructures et de l'occupation des sols en 2018 (CLC) de la commune.
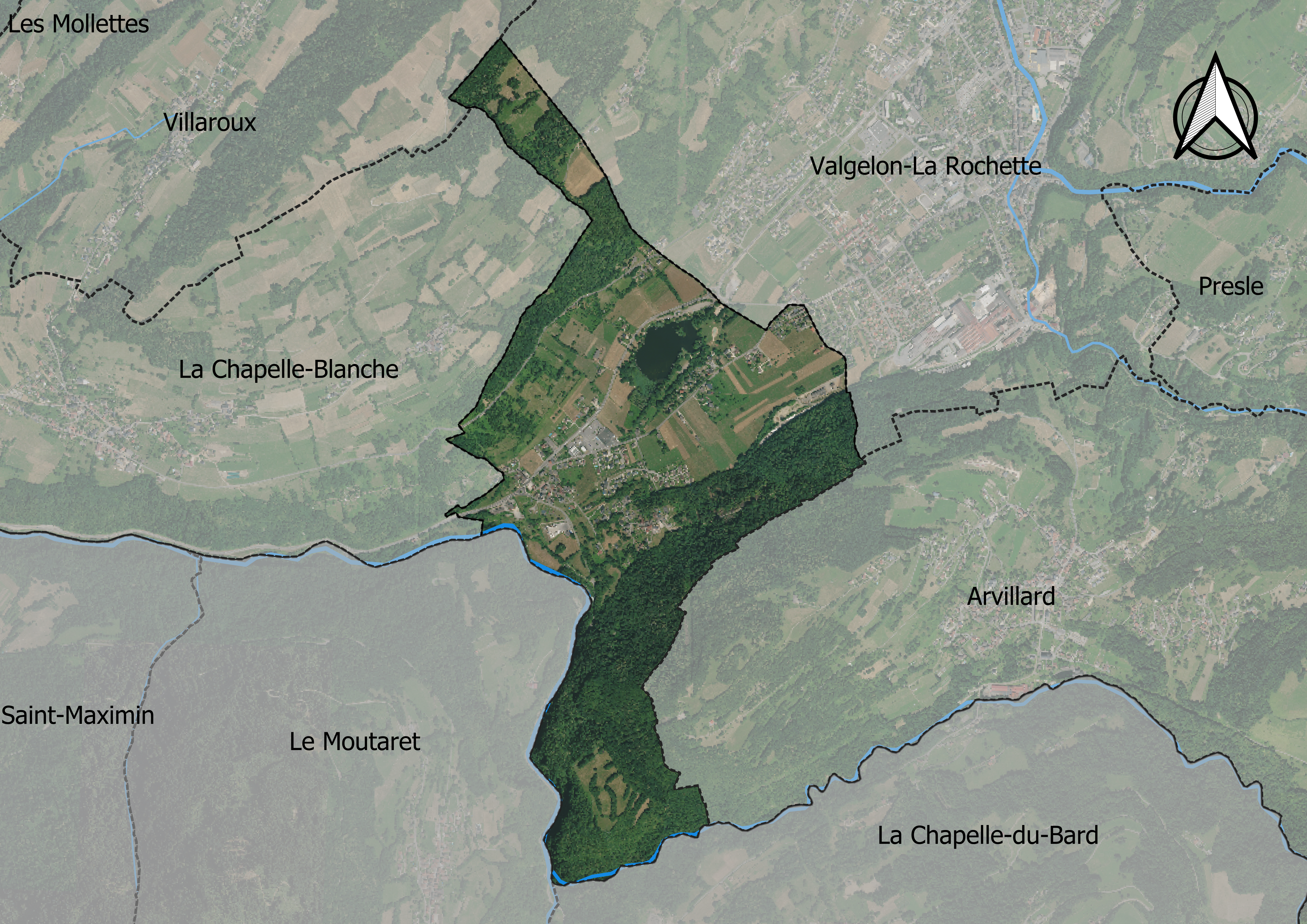
Carte orthophotogrammétrique de la commune.

## Toponymie
On trouve les termes de « Ecclesia de Dextrariis » vers 1100, « Destreriis » en 1214, « Destrario » en 1224, « Lacus de Destres » en 1237, « Lacus de Destrerio » en 1243.
Trois hypothèses d'origine du toponyme sont avancées :
- soit d'un romain nommé « Destrius » ou  « Destrarius » ;
- soit, selon Henry Suter (voir ), du latin « via strata », ou « grande route pavée ». Détrier à l'époque romaine s'est développé autour d'une « mansio » proche d’une ancienne voie de grande communication, qu'on retrouve dans le patois savoyard « d'étraz », ou en ancien français « d'estrée », avec agglutination de l’article ;
- ou, soit du bas latin « destrier », puis du vieux français, « détrier », qui signifient « sevrer un veau », le « séparer de sa mère », le nom pourrait alors venir d'une activité d'élevage particulièrement spécifique à la commune.

En francoprovençal, le nom de la commune s'écrit Détré, selon la graphie de Conflans.

## Histoire
En 218 av. J.-C., le passage des Alpes par Hannibal et ses éléphants se serait réalisé par le Val Gelon, pour rejoindre le col du Cucheron et se rendre dans la plaine du Pô[réf. nécessaire].
Une première voie romaine fut tracée en l’an 121 av. J.-C. et une mansio fut construite sur le site de Détrier — les Romains établissaient leurs routes sur les flancs des coteaux exposés au soleil — autour de cette station, une agglomération gallo-romaine se développa. Une autre voie partait de la station vers le col du Grand Cucheron.
Plusieurs découvertes de nécropoles ont été faites depuis le XIXe siècle. En 1861, lors de travaux, des ouvriers mettent au jour dans une tombe romaine d'un sarcophage en plomb contenant les restes d'une personne, des fioles de verre, des vases de terre grise ou rouge et d'une magnifique statuette de Vénus en bronze, appelée « Vénus de Détrier », qu'on peut admirer au musée savoisien de Chambéry, voir .
La commune fut une annexe de l’ancienne paroisse de Saint-Maurice-du-Désert disparue au XVIIIe siècle.
En 1597, Détrier fut témoin du siège du proche château de l'Huile — un château fort qui contrôlait la route du Col du Cucheron — assailli par Lesdiguières, et pris avec l'aide de trois canons. En 1630, le château subit un nouveau siège par les armées de Louis XIII, et il est finalement détruit et rasé sur les ordres du cardinal de Richelieu.
De 1801 à 1815, la commune a fait partie du département du Mont-Blanc.
En novembre 1881, la commune acquit pour les vins issus de vendanges récoltées sur son territoire, le droit d'utiliser la dénomination de « vin de pays d'Allobrogie ».
En 1895, a été inaugurée la voie de chemin de fer « Pontcharra - La Rochette » (11 km) avec, depuis Détrier, une bifurcation vers Allevard (6 km). Cette ligne a fonctionné jusqu'en 1947.

## Politique et administration
| Période    | Période                  | Identité                     | Étiquette | Qualité |
| ---------- | ------------------------ | ---------------------------- | --------- | ------- |
| avant 1988 | ?                        | Constant Joly                |           |         |
| mars 2001  | mars 2008                | Louis-Georges Ainard-Simonet | ...       | ...     |
| mars 2008  | mars 2014                | Édouard Pache                | ...       | ...     |
| mars 2014  | En cours (au avril 2014) | Alain Sibué                  |           |         |

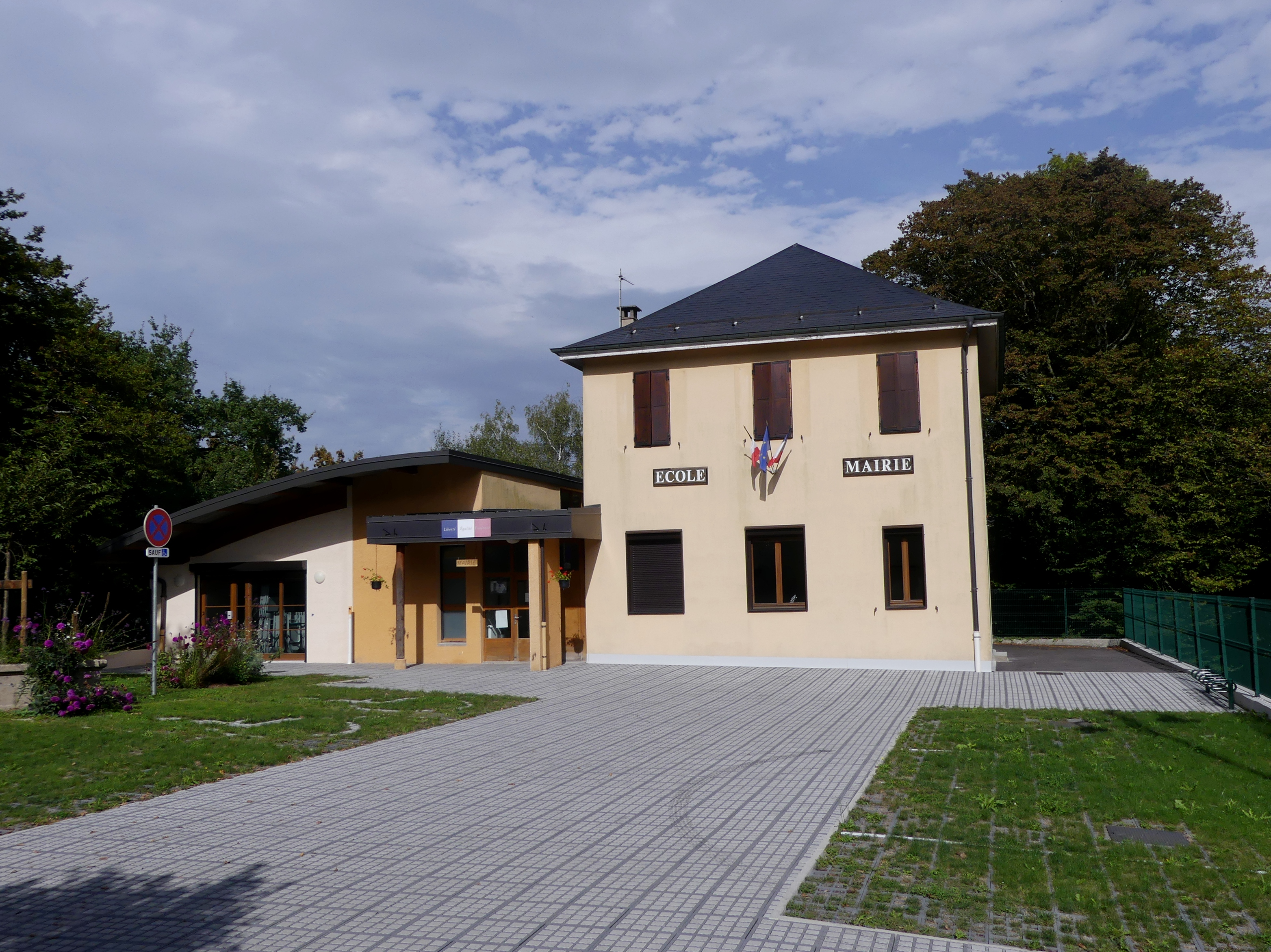
Mairie de Détrier.

La commune est membre de la Communauté de communes Cœur de Savoie. Elle appartient au Territoire du Cœur de Savoie, qui regroupe une quarantaine de communes de la Combe de Savoie et du Val Gelon.

## Population et société

### Démographie
L'évolution du nombre d'habitants est connue à travers les recensements de la population effectués dans la commune depuis 1793. Pour les communes de moins de 10 000 habitants, une enquête de recensement portant sur toute la population est réalisée tous les cinq ans, les populations de référence des années intermédiaires étant quant à elles estimées par interpolation ou extrapolation. Pour la commune, le premier recensement exhaustif entrant dans le cadre du nouveau dispositif a été réalisé en 2007.

En 2022, la commune comptait 431 habitants, en évolution de +1,65 % par rapport à 2016 (Savoie : +3,63 %, France hors Mayotte : +2,11 %).
| 1793 | 1800 | 1806 | 1822 | 1838 | 1848 | 1858 | 1861 | 1866 |
| ---- | ---- | ---- | ---- | ---- | ---- | ---- | ---- | ---- |
| 91   | 226  | 218  | 259  | 287  | 286  | 293  | 296  | 275  |

| 1872 | 1876 | 1881 | 1886 | 1891 | 1896 | 1901 | 1906 | 1911 |
| ---- | ---- | ---- | ---- | ---- | ---- | ---- | ---- | ---- |
| 251  | 255  | 228  | 221  | 176  | 199  | 207  | 194  | 214  |

| 1921 | 1926 | 1931 | 1936 | 1946 | 1954 | 1962 | 1968 | 1975 |
| ---- | ---- | ---- | ---- | ---- | ---- | ---- | ---- | ---- |
| 158  | 170  | 158  | 140  | 156  | 148  | 190  | 198  | 194  |

| 1982 | 1990 | 1999 | 2006 | 2007 | 2012 | 2017 | 2022 | - |
| ---- | ---- | ---- | ---- | ---- | ---- | ---- | ---- | - |
| 209  | 209  | 286  | 376  | 389  | 409  | 427  | 431  | - |

### Sports
Le Tour de France cycliste 2005 est passé à Détrier, le mardi 12 juillet, lors de l'étape 10.

## Économie
- Revenu médian de la commune est de 14 927 €/an - Revenu moyen par ménage : 19 820 €/an.
- Densité : 127 hab./km2.
- Population active : 124 - Chômeurs : 14 - Taux de chômage : 11,3 %.
- Entreprises (2004) : nombre 19 dont commerce 7, construction 4, services 4, transport 3, énergie 1.

## Culture locale et patrimoine

### Lieux et monuments

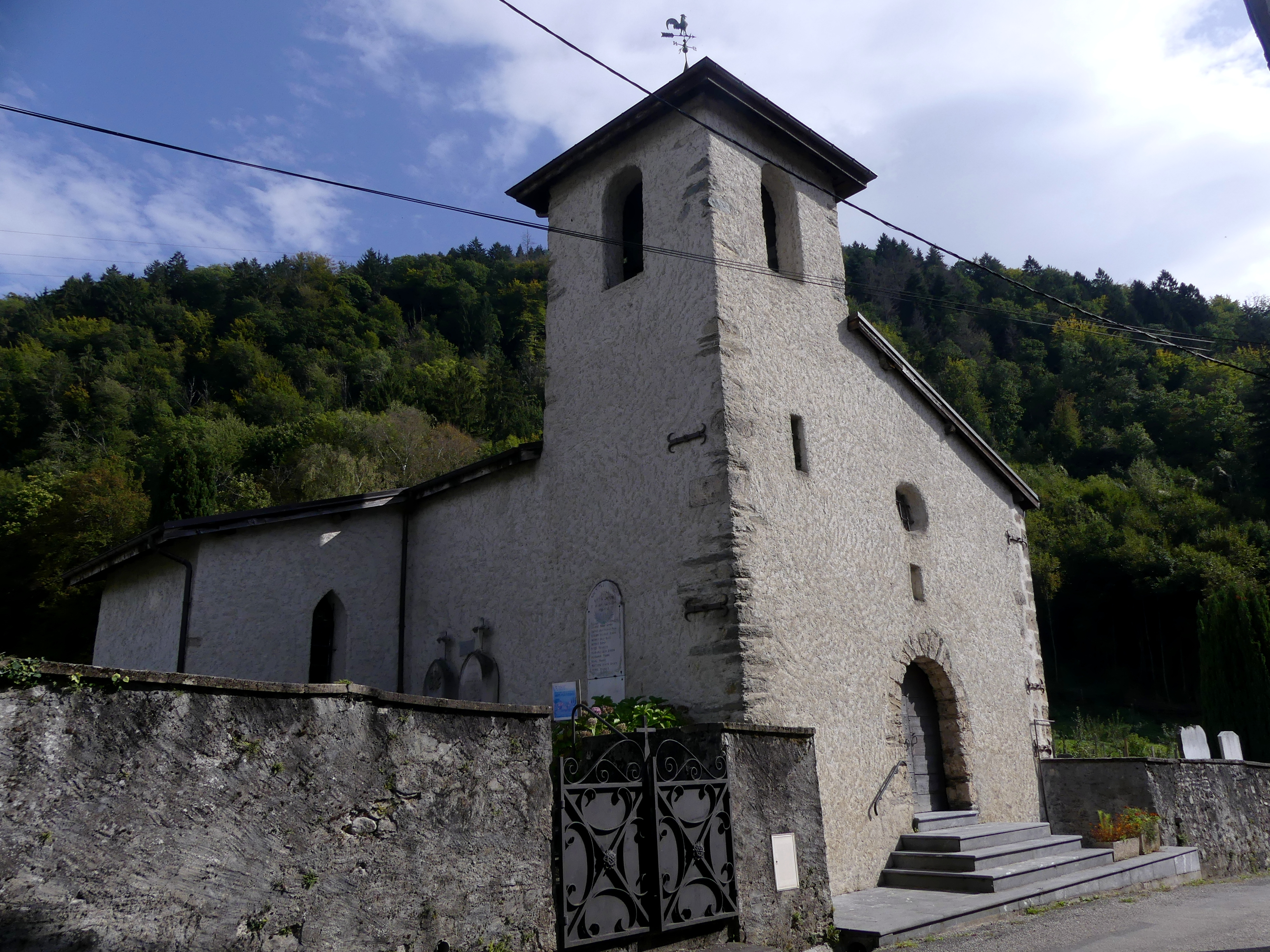
Église Saint-Martin de Détrier.

- Lac Saint-Clair
- Église Saint-Martin.